# 1415
| 1415               |
| ------------------ |
| Dødsfald - Fødsler |
| • Begivenheder     |

| Gregoriansk kalender | 1415 MCDXV              |
| Ab urbe condita      | 2168                    |
| Armensk kalender     | 864 ԹՎ ՊԿԴ              |
| Kinesiske kalender   | 4111 – 4112 甲午 – 乙未 |
| Etiopisk kalender    | 1407 – 1408             |
| Jødisk kalender      | 5175 – 5176             |
| Hindukalendere       |                         |
| - Vikram Samvat      | 1470 – 1471             |
| - Shaka Samvat       | 1337 – 1338             |
| - Kali Yuga          | 4516 – 4517             |
| Iransk kalender      | 793 – 794               |
| Islamisk kalender    | 818 – 819               |

Konge i Danmark: Erik 7. 1396-1439
Se også 1415 (tal)

## Begivenheder
- 4. juli - Pave Gregor 12. forlader sin post for at afslutte det vestlige skisma, næste pave til at afgå er Pave Benedikt 16. den 28. februar 2013.
- 6. juli – Jan Hus, tjekkisk reformator og national leder, brændes på bålet som kætter.
- 25. oktober – I Slaget ved Agincourt i Hundredårskrigen sejrer englænderne under Henrik 5. over franskmændene.

## Dødsfald
- Jan Hus, tjekkisk reformator (født 1369).
- 25. oktober - Edward af Norwich, 2. hertug af York, engelsk kongelig (født ca. 1373).